# Người Oromo
Người Oromo (phát âm /ˈɒrəmoʊ/ hay /ɔːˈroʊmoʊ/; tiếng Oromo: Oromoo) là một dân tộc Cushit cư trú chủ yếu ở Ethiopia và vùng sừng châu Phi. Tại Ethiopia người Oromo là nhóm dân tộc lớn nhất, chiếm 34,5% dân số.

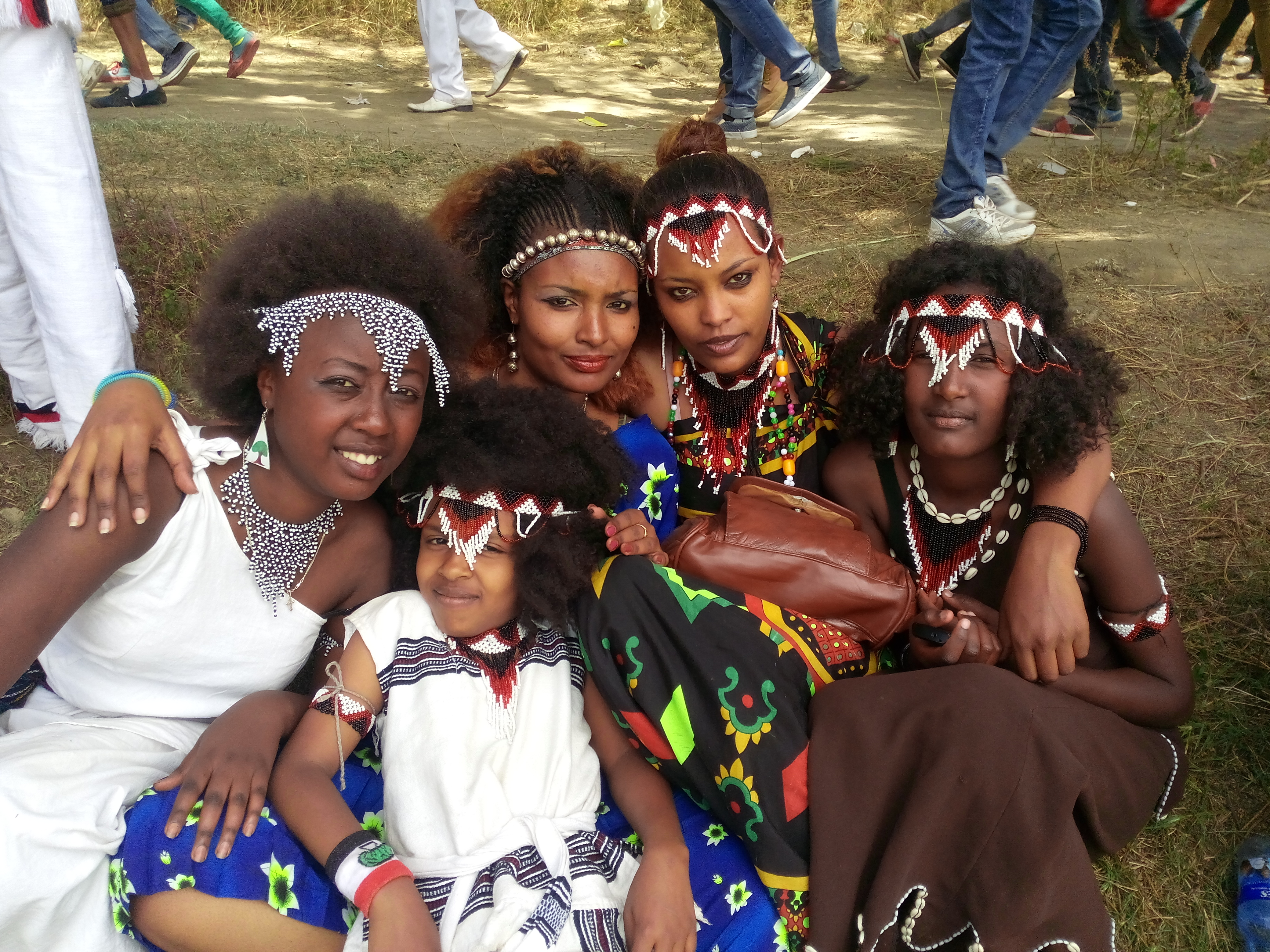
Người Oromo trong trang phục truyền thống khác nhau

Người Oromo nói tiếng Oromo, (còn được gọi là Afaan Oromoo và Oromiffa), một ngôn ngữ thuộc Ngữ tộc Cushit trong ngữ hệ Phi-Á. Tên gọi Oromo xuất hiện trong văn học châu Âu lần đầu tiên vào năm 1893 và dần trở nên phổ biến vào nửa sau của thế kỷ 20.
Ngày nay khoảng 55% – 60% người Oromo theo Hồi giáo, 40% – 45% theo Ki tô giáo. Một số người Oromo vẫn theo tôn giáo truyền thống của họ, gọi là Waaqeffanna , và họ sử dụng hệ thống gọi là gadaa để cai trị . Một nhà lãnh đạo do hệ thống gadaa bầu ra nắm quyền trong 8 năm, với một cuộc bầu cử diễn ra vào cuối 8 năm đó .
Vào thế kỷ 18 - 19 người Oromo có ảnh hưởng thống trị ở miền bắc Ethiopia, trong thời kỳ gọi là Zemene Mesafint .